# 沿江乡 (抚松县)
沿江乡，是中华人民共和国吉林省白山市抚松县下辖的一个乡镇级行政单位。

## 行政区划
沿江乡下辖以下地区：
贝水滩村、后房场村、楞厂村和滩头村。